# Lehoczky Károly
Lehotai Lehoczky Károly (Hegybánya, 1881. január 28. – Szeged, 1965. július 28.) jogász, bíró.

## Élete
A Hont vármegyei Hegybányán (korábbi nevén Piarg) született, édesapja Lehotzky Libor Vince, édesanyja Szelepcsényi Franciska.
A gimnáziumot Selmecbányán, a jogot az Egri Érseki Jogakadémián végezte. A joggyakornoki idő után 1903. március 14-én lépett közszolgálatba, a szegedi járásbíróságon albíró lett. Az első világháború kitörésekor, a részleges mozgósításkor mint szegedi királyi járásbírósági albíró vonult be 1914. július 26-án. A szegedi királyi 5. népfelkelő gyalogezred nagybecskereki 3-ik zászlóaljához került, tartalékos hadnagyi rangban, s ott mint szakaszparancsnok október 22-én orosz hadifogságba került. Hat év hadifogság után 1920. november 25-én érkezett haza Szegedre. Ezután egymást gyorsan követő beosztásokban törvényszéki bíró, majd ítélőtáblai bíró lett Szegeden, majd a Szegedi Királyi Ítélőtábla Polgári Perek Tanácsának elnöke, és kúriai joggal felruházott királyi ítélőtáblai tanácselnök lett.
Tagja volt a Szegedi Katolikus Körnek, az Országos Bírói és Ügyészi Egyesületnek (OBÜE), valamint a Délvidéki Magyar Közművelődési Egyesületnek.